# Black Horse
Black Horse fue un estudio de 1993 sobre un vehículo orbital estadounidense de una etapa lanzado desde el aire. El vehículo habría despegado desde una pista aérea convencional; una vez en el aire, se habría reunido con una aeronave para rellenar sus depósitos y habría acelerado hasta alcanzar la órbita.

## Especificaciones
- Carga útil: 450 kg a LEO (200 km de altura)
- Empuje en despegue: 443,19 kN
- Masa total: 84.100 kg
- Diámetro: 6,3 m
- Longitud total: 69 m